# Q.met
Die Q.met GmbH ist ein privater Wetterdienst mit Sitz in Wiesbaden, der Informationen zu den Themen Wetter und Klima liefert.

## Geschichte
1998 gründete Norman Gabler die VISIOMEDIA. Später wurde das Unternehmen in WetterNet GmbH umbenannt und 2008 in Q.met GmbH.
Am 1. Oktober 2017 übernahm das Unternehmen das Hamburger Institut für Wetter- und Klimakommunikation (IWK). Das IWK war Initiator des Extremwetterkongress und wie die Q.met im Bereich Wettervorhersagen für TV- und Hörfunkmedien tätig.
2021 gab das Unternehmen Diplom-Meteorologe Dominik Jung, bisher Leiter des Bereichs Meteorologie, als zweiten Geschäftsführer des Unternehmens bekannt.

## Forschung

### Routenwetter
In Zusammenarbeit mit der Mecomo AG startete 2005 das Forschungsprojekt Routenwetter, welches die Qualitätsverbesserung von routenbezogenen Echtzeit-Wetterwarnungen – also dynamische und präzise Wetterinformationen entlang einer Fahrstrecke – zum Ziel hatte. Das Bundesministerium für Wirtschaft und Klimaschutz nahm die beiden Unternehmen mit diesem Projekt als Entwicklungs- und Forschungspartner in das PROgramm "Förderung der Erhöhung der INNOvationskompetenz mittelständischer Unternehmen (kurz: PRO INNO II) auf.
Die Q.met (damals wetterNet) war während des Projektes für die Entwicklung der Softwaremodule für die Wetterprognosemodelle verantwortlich.
Als Ergebnis des Forschungsprojektes konnte ein neuer Dienst entwickelt werden, welcher auf Grundlage eines selbst entwickelten Wettermodells zeitlich und örtlich sehr genaue Informationen über den aktuellen Wetterzustand und mögliche Gefahren für den Straßenverkehr liefern kann. Das entwickelte Modell ist eine Zusammensetzung aus Interpolationsmodell, physikalischen Interpretations- und MOS-Modell. Der Dienst deckte bereits 2006 das gesamte Straßennetz der Bundesrepublik Deutschland ab und kann dem Nutzer für die individuell ausgewählte Fahrroute Wetterinformationen mit einer drei-stündlichen Auflösung der Daten Wetterinformationen zur Verfügung stellen.
Die Bereitstellung von routenbezogenen Echtzeit-Wetterdaten sind auch heute noch Teil des Angebots der Q.met.

### Deep Weather
Gemeinsam mit der Hochschule Rhein-Main arbeitet das Wiesbadener Unternehmen seit 2020 an dem Forschungsprojekt Deep Weather, welches die Vorhersagegenauigkeit steigern und somit Erkenntnisse zum Mikroklima mittels künstlicher Intelligenz sammeln soll. Anders als bisher, soll die Prognose nicht physikalisch, sondern auf Basis einer dynamischen Parameterinterpolation durch künstliche neuronale Netze in Kombination mit lokalen Wetterdaten aus dem Internet of Things entstehen.
Angestrebt wird eine Vorhersagegenauigkeit von hundert mal hundert Metern und auf die Minute. Unterstützt wird das Forschungsprojekt vom Bundesministerium für Wirtschaft und Klimaschutz.

## Angebot

### Wetter.net
Das Online Wetterportal Wetter.net ist ein Projekt der Q.met GmbH. Die Webseite stellt ortsgenaue Wetterinformationen (Wetterzustände und -vorhersagen) in schriftlicher und animierter Form bereit. Neben dem Deutschlandwetter, bietet wetter.net auch Wetterinformationen zu weltweiten Städten. Außerdem werden täglich Wetter-News aus der eigenen Redaktion hochgeladen, sowie Wetteranalysen und selbst produzierte Videos.
Wetter.net bietet ebenfalls umfangreiche Informationen zu meteorologischen Begriffen im Wetterlexikon und bietet speziell aufbereitete Wetterinformationen wie das Grillwetter, Biowetter, Urlaubswetter, Gartenwetter und Wetter zum Wintersport.
Die Videos werden täglich auf YouTube hochgeladen und Stand Mai 2023 ist wetternet mit über 225.000 Abonnenten der größte deutschsprachige YouTube-Kanal, der Wetterinformationen bereitstellt.
Wetter.net betreibt eine kostenlose App für Android und iOS und stellt online kostenlose Profikarten bereit.

### B2B
Im B2B-Bereich stellt die Q.met GmbH Wettervorhersagen, -analysen, -gutachten und speziell entwickelte Produkte für verschiedene Branchen bereit. Zu den Kunden gehören u. a. Bau- und Landwirtschaft, Verlage, Versicherungen, Logistikunternehmen, Freizeitindustrie und Betreiber von Windkraftanlagen.
Die Daten bezieht das Unternehmen durch ein eigenständiges MOS-System, welches weltweit auf mehr als 10.000 Wetterstationen zugreift, wodurch ein Messnetz für präzise Ergebnisse entsteht. Des Weiteren werden Daten vom US-Wetterdienst (GFS/Ensembles), dem europäischen (ECMWF/Ensembles), dem britischen (EURO4) und dem Deutschen Wetterdienst bezogen.